# Puerto de Liverpool
La Ciudad Marítima y Mercantil de Liverpool es un lugar que fue declarado Patrimonio de la Humanidad hasta 2021, designado por la Unesco en Liverpool, Inglaterra (Reino Unido). Comprende seis ubicaciones en el centro de la ciudad de Liverpool incluyendo Pier Head, Albert Dock y William Brown Street, e incluye muchos de los principales monumentos de la ciudad.

## Historia y condecoración
La Unesco recibió la nominación del ayuntamiento para los seis lugares en enero de 2003 y en septiembre de ese año envió a los representantes del ICOMOS para llevar a cabo una evaluación sobre la eligibilidad por estas zonas para saber si les corresponde o no una calificación patrimonio de la humanidad. En marzo de 2004 el ICOMOS recomendó a la Unesco que inscribiera la Ciudad marítima y mercantil de Liverpool como un bien Patrimonio de la Humanidad.
La zona fue inscrita durante la 28.ª sesión del Comité del Patrimonio de la Humanidad en 2004 bajo los criterios culturales ii, iii y iv. Su inclusión por la Unesco se atribuyó al hecho de que era «un ejemplo supremo de un puerto comercial en la época de la mayor influencia global británica». A pesar de todo, en 2021 fue excluido de la lista.

## Ubicaciones
La ciudad mercantil y marítima de Liverpool comprende seis ubicaciones separadas por todo el centro de la ciudad, cada una de las cuales se relaciona con un diferente componente y época en la historia marítima de Liverpool: Las ubicaciones son:
1. El Pier Head
2. El Albert Dock
3. El Área de conservación Stanley Dock
4. El área de conservación de Duke Street/Ropewalks
5. El 'Commercial Quarter'/área de conservación de Castle Street
6. El 'Cultural Quarter'/ área de conservación de William Brown Street

## Hitos
- El famoso transatlántico RMS Titanic hundido en el Océano Atlántico tuvo como puerto de registro al puerto de Liverpool en 1912.